# Rumble
Rumble (транскр. са ен. Рамбл) канадски је веб-сајт за дељење и размену видео-датотека. Основао га је 2013. године Крис Павловски, технолошки предузетник из Канаде. Месечни број корисника Рамбла бележи брзи раст од јула 2020. године, са 1,6 милиона корисника на 31,9 милиона до краја првог квартала 2021.
Дана 26. јуна 2021. године, тада бивши председник САД, Доналд Трамп, прикључио се овој платформи након што му је забрањен приступ другим друштвеним мрежама.